# Нетреба (рід)
Нетреба (Xanthium) — рід однорічних трав'янистих рослин родини айстрових (Asteraceae).
Латинська родова назва походить від грец. χανθος — жовтий, через використання як барвника. Українська назва зумовлена, очевидно, тим, що рослина є бур'яном, з яким треба боротися.

## Поширення
Батьківщиною рослини є Центральна та Північна Америка. Занесена у Європу, Малу та Східну Азію.

## Ботанічний опис
Листки чергові, цілісні, зубчасті або лопатеві.
Квітки одностатеві, однодомні, сидячі, зібрані у колосоподібні або гроноподібні суцвіття, розташовані у пазухах листка або зібрані пучками на верхівках стебел. Тичинкові кошики майже кулясті, багатоквіткові, розташовані у верхній частині суцвіття; маточкові — розташовані поодиноко або клубочком у нижній частині суцвіття. Тичинкові квітки із 5-зубчастим віночком.
Сім'янки довгасті, стиснуті, по дві у кожній обгортці.

## Значення та використання
Листя та коріння дають жовту фарбу, використовують для фарбування тканин.
Насіння нетреби звичайної містить до 40 % олії, придатної для виготовлення оліфи.
Нетреба також використовується в традиційній медицині.

## Види[2]
1. Xanthium albinum (Widd.) Scholz & Sukopp
2. Xanthium argenteum Widder
3. Xanthium catharticum Kunth
4. Xanthium cavanillesii Shouw
5. Xanthium inaequilaterum DC.
6. Xanthium orientale L.
7. Xanthium pungens Wallr.
8. Xanthium saccharosum
9. Xanthium spinosum L. — Нетреба колюча
10. Xanthium strumarium L.типовий[3][4] — Нетреба звичайна